# クリストファー・スコールズ
クリストファー・スコールズ(Christopher Scolese、1956年7月21日-)は、アメリカ合衆国の技術者、諜報機関職員で、2019年8月からアメリカ国家偵察局長官を務めている。

## 教育
1978年にニューヨーク州立大学バッファロー校で電子及びコンピュータ工学の学士号、1982年にジョージ・ワシントン大学で電子及びコンピュータ工学の修士号、2016年に同大学でシステム工学の博士号を取得した。また、2015年にニューヨーク州立大学バッファロー校から名誉博士号を授与された。

## キャリア
スコールズは、1978年にアメリカ海軍将校としてキャリアを始め、アメリカ海軍及びアメリカ合衆国エネルギー省のための様々な海軍原子力推進計画を支援した。1983年まで現役、1991年まで予備役を務め、大尉の階級で引退した。
政府及び産業界で短期間働いた後の1987年、アメリカ航空宇宙局に入局し、ゴダード宇宙飛行センターに配属された。この間、地球観測システム(EOS)のシステムマネージャー、EOSテラプロジェクトのマネージャー、EOSのプログラムマネージャー、Flight Programs and Projects for Earth Scienceの副ディレクター等を務めた。
2001年に、ワシントンD.C.のNASA本部に異動し、Office of Space Scienceの次長補を務めた。この役職で、彼はNASAのSpace Science Flight Program、ミッションの研究、技術開発とジェット推進研究所の契約管理全体の運営、指示、監督に責任を負った。
2004年、スコールズは、ゴダード宇宙飛行センターの副センター長になり、センターの全ての活動の監督を補佐した。翌年には、チーフエンジニアとしてワシントンに戻った。チーフエンジニアとして、彼は全ての開発とミッション運用が理にかなった技術に基づき計画、実行されていることを保証する責任があった。2007年にassociate administratorに就任し、NASAの計画と技術を監督し、統合する役割を担った。2009年1月から7月までは、NASA長官代理を務め、アメリカの民間宇宙計画の開発、設計、実装を指揮した。
2012年、ゴダード宇宙飛行センターのセンター長になり、地球、太陽、太陽系、宇宙を研究するための宇宙船や機器、新技術を開発するアメリカ最大の組織を率いた。2019年7月31日にNASAを退職し、アメリカ国家偵察局長官となった。